# André Wiese

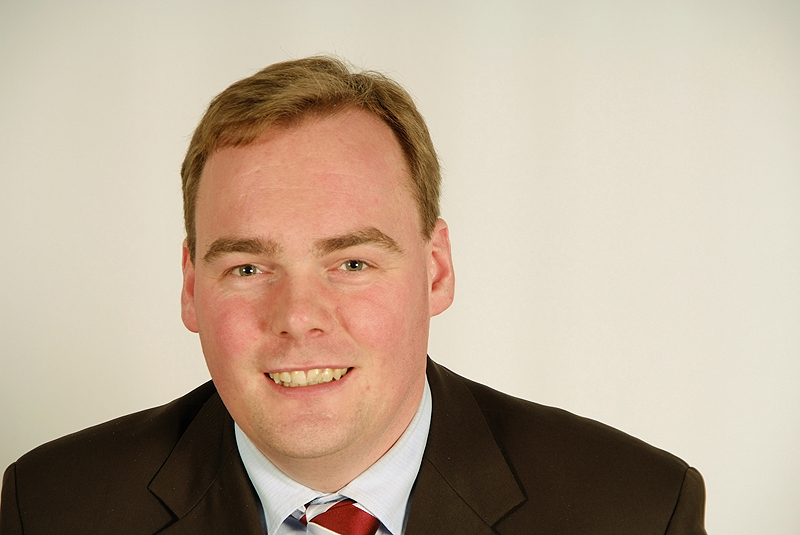
André Wiese, November 2009

André Wiese (* 3. Mai 1975 in Winsen (Luhe)) ist ein deutscher Politiker (CDU) und Bürgermeister der Stadt Winsen (Luhe).

## Leben
Nach dem Abitur am Gymnasium Winsen 1994 und anschließendem Grundwehrdienst in Rotenburg (Wümme) und Munster (1994/95) absolvierte Wiese ein Fachhochschulstudium zum Diplom-Verwaltungswirt in Hannover. Daneben arbeitete er intensiv in der Kommunalpolitik, sowohl als Vorsitzender der CDU Winsen (seit 2002) und stellvertretender Kreisvorsitzender der CDU Harburg-Land (seit 2001) als auch seit 1996 als Mitglied im Rat der Stadt Winsen (Luhe); von 2006 bis 2011 war er stellvertretender Bürgermeister. Im Jahre 2011 wurde Wiese als Nachfolger von Angelika Bode (parteilos) mit 47,1 % der Stimmen zum Bürgermeister der Stadt Winsen gewählt.
Von 2003 bis 2011 war Wiese direkt gewähltes Mitglied des Niedersächsischen Landtages für den Wahlkreis Winsen. Bei der Landtagswahl 2003 erhielt er 58,9 % der abgegebenen gültigen Erststimmen; 2008 waren es 47,5 %. Nach der Wahl zum Bürgermeister verzichtete Wiese zugunsten von Reinhard Hegewald auf sein Landtagsmandat.
Am 26. Mai 2019 wurde Wiese mit einer Mehrheit von 54,7 % erneut zum Bürgermeister der Kreisstadt Winsen (Luhe) gewählt und setzte sich gegen die Herausforderin Susanne Menge durch.
Wiese ist verheiratet und hat drei Kinder. 